# Venanzio di Camerino
Venanzio di Camerino (235 – Camerino, 18 maggio 250) è stato un nobile romano che, convertitosi al cristianesimo, subì il martirio sotto l'imperatore Decio; è venerato dalla Chiesa cattolica come santo e martire.
È patrono della città di Camerino.

## Agiografia
Apparteneva ad una nobile famiglia della classe senatoria romana di Camerino. Convertitosi al Cristianesimo, andò a vivere presso il suo maestro, il prete Porfirio. 
Fu martirizzato per decapitazione in quanto rifiutò di tornare al culto degli dei pagani, come imposto dagli editti dell'imperatore Decio.
Il martire venne sepolto a Camerino, fuori della Porta Orientale, nel luogo sul quale venne edificata una basilica (V secolo) tuttora sede dell'"Arca del santo" e del suo secolare culto.

## Il culto

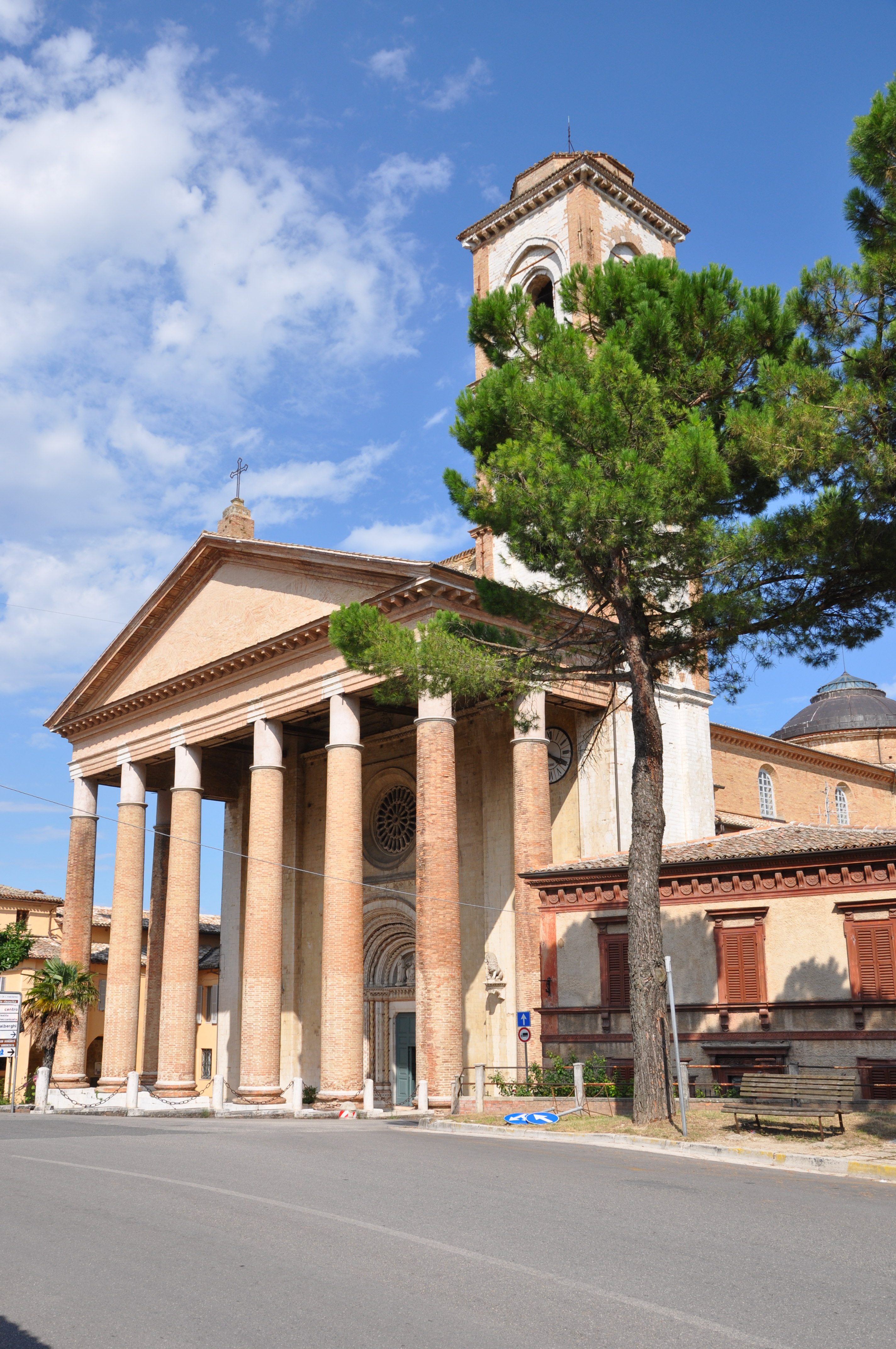
La Basilica di San Venanzio a Camerino

San Venanzio martire è festeggiato il 18 maggio. 
Venanzio è protettore delle cadute spirituali e materiali.
Il principale luogo di culto di san Venanzio è la Basilica di San Venanzio a Camerino, città di cui è il santo patrono.
Venanzio è patrono anche di Raiano, in provincia dell'Aquila in cui, a cavallo del fiume Aterno, è ubicato il suggestivo eremo di San Venanzio, meta di secolare devozione e pellegrinaggi di devoti provenienti soprattutto dalla zona di Penne e Montebello di Bertona. Attualmente l'intera area delle Gole di San Venanzio è protetta come sito di interesse comunitario e tutelata dalla omonima riserva naturale regionale.
San Venanzio martire è anche patrono di San Venanzo (TR). Ogni anno, in occasione della festa del patrono (18 maggio), viene portata una fiaccola presso la chiesa del paese, accesa presso la basilica di Camerino. La leggenda racconta che Venanzio, di ritorno da Roma con appesa al collo la sua condanna a morte, si sia fermato nelle vicinanze del paese, del quale si stavano costruendo le prime case. Per far abbeverare i cavalli dei soldati che lo avevano in custodia, trafisse con una spada la roccia sopra la quale un cavallo aveva appoggiato la zampa, e dalla fessura sgorgò acqua. Tuttora nel paese di San Venanzo si ricorda questo avvenimento celebrando una messa la domenica precedente il 18 maggio proprio presso questa sorgente, che viene chiamata "Traccio di San Venanzo" per il fatto che nella roccia sembra impresso l'orma di un cavallo.
Il culto del martire Venanzio è praticato anche nella parrocchia di Semonte in Gubbio. All'interno della modesta chiesa eugubina, viene venerata una statua lignea di San Venanzio la quale ogni anno viene portata in processione per le strade della frazione.
Il martire è venerato anche nella Parrocchia di Ave Gratia  Plena in Piedimonte Matese, dove è conservato il cranio portatovi, secondo quanto riportano alcuni documenti, nell'anno 1707 dall'allora Vescovo Angelo Maria Porfirio proveniente da Camerino.
Il martire è venerato anche nella Parrocchia di Santa Margherita di Caperana, in Chiavari. Una statua lignea di San Venanzio viene venerata e portata in processione la terza domenica di maggio.

### Leggende agiografiche

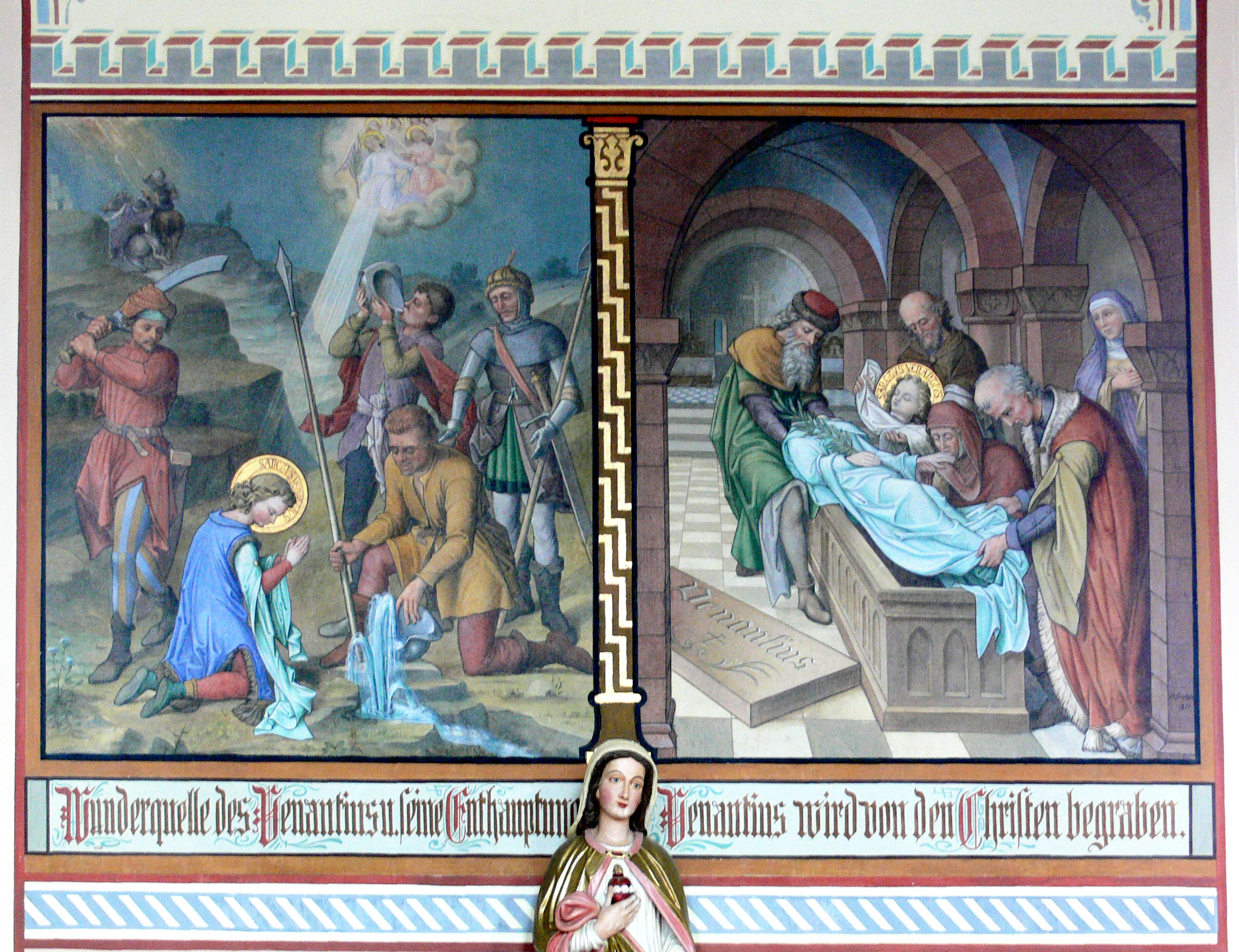
Sulla sinistra: san Venanzio fa sgorgare una sorgente da un masso prima di venire decapitato. Sulla destra: sepoltura del santo.

Una passio, riportata negli Acta Sanctorum già nell'XI secolo, narra alcune leggende agiografiche riguardanti la fuga di san Venanzio da Camerino a Raiano per sottrarsi ai persecutori ed il martirio:
- Venanzio, quindicenne, rifiutatosi di seguire gli editti imperiali, sarebbe uscito incolume dalle flagellazioni, pene di fumo, fuoco, cavalletto cui fu sottoposto, suscitando conversioni fra gli stessi persecutori;
- imprigionato ed ancora torturato (carboni accesi sul capo, denti e mandibola fratturati, gettato in un letamaio) Venanzio avrebbe resistito ancora e, dato poi in pasto a leoni affamati, questi si sarebbero accucciati ai suoi piedi;
- ancora incarcerato e poi fatto gettare dalle mura dal prefetto della città, sarebbe stato ritrovato salvo, nell'atto di cantare le lodi a Dio;
- legato e trascinato attraverso le sterpaglie della campagna, avrebbe fatto sgorgare una sorgente da uno scoglio per dissetare i soldati, operando così altre conversioni.

La leggenda vuole anche che la testa decapitata cadendo rimbalzò 3 volte facendo sgorgare altrettanti zampilli d'acqua dalla terra, il santo è così definito "acquaiolo".